# Botnia Minigolfklubb
Botnia Minigolfklubb (BMGK) (fi. MGK Botnia) är en bangolfförening i Vasa i Finland. Klubben grundades 1973 och är därmed landets äldsta. På klubbens område i Vasklot finns banor av filt, eternit och betong. Föreningen har drygt 70 medlemmar varav cirka 30 är aktiva tävlingsspelare. Botnia Minigolfklubb har stått värd för ett flertal finska mästerskapstävlingar, europamästerskapen (1984) och världsmästerskapen (2001).

## Historia
Den första bangolfbanan i Finland öppnades 5 juli 1973 i Vasa efter initiativ av tvillingbröderna Gustav och Martin Westerqvist som investerade i en filtbana från Sverige. De valde mellan tre platser för anläggningen: nära stranden, Sandviken och det slutgiltiga valet Vasklotskogen.
1983 byggdes både eternitbanor och klubbhus och 2007 utökades anläggningen ytterligare med betongbanor.
Två år efter öppningen arrangerade Botnia Minigolfklubb den första finska mästerskapstävlingen, år 1984 stod man värd för europamästerskapen och 2001 världsmästerskapen.